# Genovaitė
Genovaitė ist ein litauischer weiblicher Vorname, abgeleitet von Genoveva. Die männliche Form ist Genovaitis. 

## Namensträgerinnen
- Genovaitė Dambrauskienė (1940–2024), Arbeitsrechtlerin, Professorin für Privatrecht an der MRU-Universität in Vilnius
- Genovaitė Babachinaitė (* 1944), Kriminologin, Professorin an der MRU
- Genovaitė Sabaliauskaitė (1923–2020), Ballettartistin und Choreografin